# Oecusse
Oecusse cunoscută și sub numele de: Oecusse-Ambeno, portugheză Oé-Cusse Ambeno, Tetum: Oecussi Ambeno, oficial Regiunea Administrativă Specială Oecusse-Ambeno (Região Administrativa Especial Oé-Cusse Ambeno), este atât o municipalitate, cât și o regiune administrativă specială, fiind anterior un district din Timorul de Est.